# 6267 Rozhen
A 6267 Rozhen (ideiglenes jelöléssel 1987 SO9) a Naprendszer kisbolygóövében található aszteroida. Eric Walter Elst fedezte fel 1987. szeptember 20-án.